# 가이시
가이시(일본어: 甲斐市)는 일본 야마나시현 북서부에 있는 시이다. 인구는 7만 명을 넘어 현내에서는 고후시에 이어 2위이며, 인구 밀도는 현내에서 1위이다. 2004년에 구 류우정, 구 시키시마정, 구 후타바정이 합병해 탄생했다.

## 지리
고후 분지 중서부에서 약간 북쪽에 위치한다. 옛 정명에 해당하는 류오정(나카코마군), 시키시마정(나카코마군), 후타바정(기타코마군)으로 이루어지고 남북으로 뻗어 있는 홀쭉한 형상이다. 구 시키시마정에 해당하는 북부는 삼림 자원이 풍부한 산악과 구릉지대이다. 중남부는 가마나시강 좌안에 펼쳐진 평야부에 시가지가 형성되어 있다.
동쪽으로는 가이시와 마찬가지로 남북으로 긴 형상의 고후시(현청 소재지)와 완전하게 인접해 JR 주오 본선이나 국도 20호선 등을 통해 접속되어 고후시의 주택 지역으로 인구가 급증하고 있다. 북서부는 구 후타바정 지역을 통해 니라사키시와 인접한다. 후지강(가마나시강)을 경계로 남서부의 미나미알프스시와 인접하고 남부는 나카코마군 쇼와정과 인접한다. 또 동부 산악 지대를 통해 북서부의 호쿠토시와도 인접한다.
시 이름은 야마나시현의 옛 율령국인 가이국에서 유래하지만 이 근처가 가이국의 중심지였던 적은 없다.

## 역사

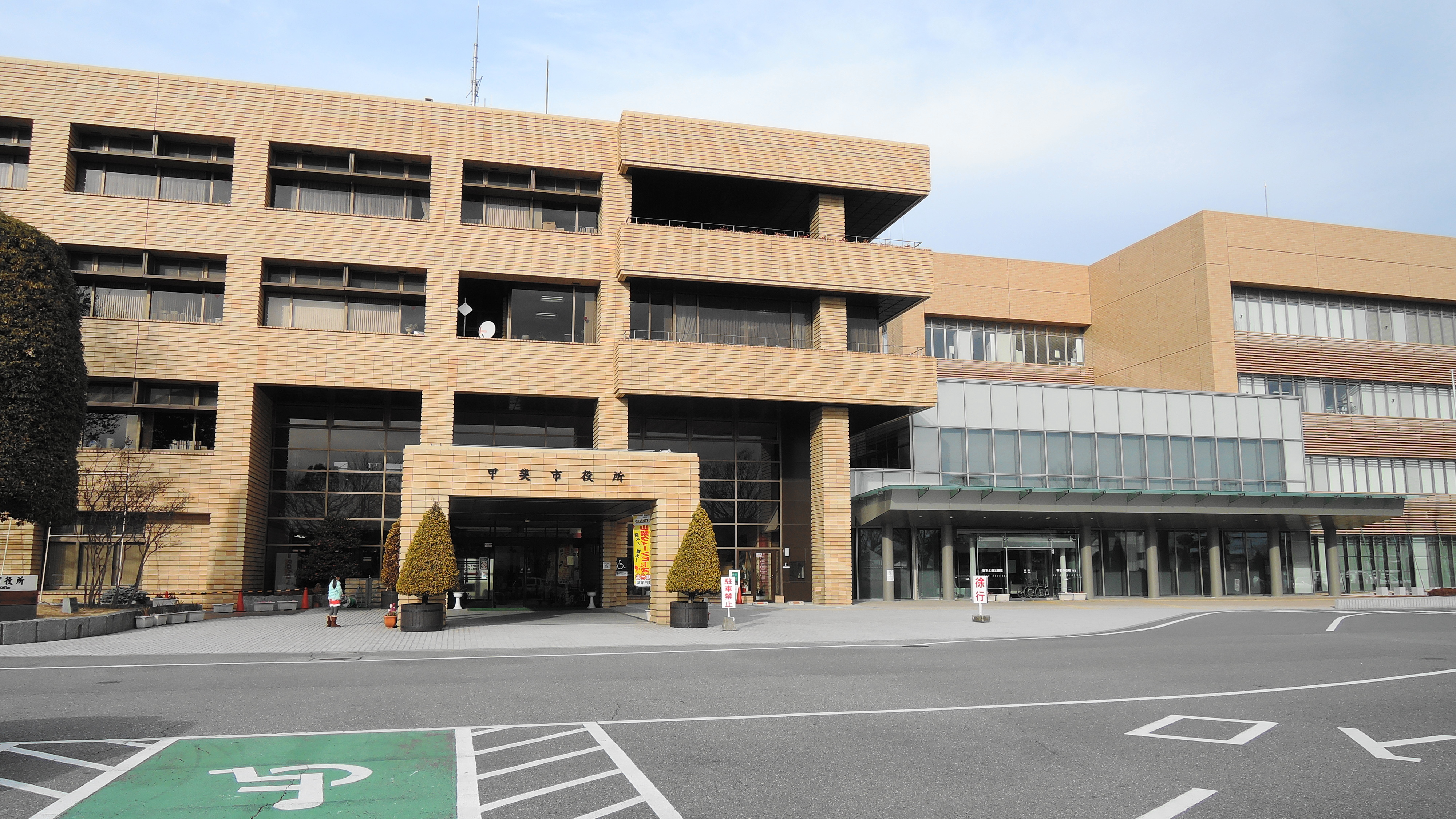
가이시청

- 1946년 10월 17일 - 시키시마정이 성립하였다.
- 1954년 10월 17일 - 시키시마정과 나카코마군 무쓰자와촌과 기요카와촌, 기치사와촌이 합병하였다.
- 1955년 3월 5일 - 기타코마군 시오자키촌과 도미촌이 합병한 후타바정이 탄생하였다.
- 1956년 9월 30일 - 나카코마군 류오촌과 다마하타촌이 합병해 류오정이 탄생하였다.
- 2004년 9월 1일 - 나카코마군 류오정, 시키시마정, 기타코마군 후타바정이 합병해 가이시가 탄생하였다.

## 교통

### 철도
- 동일본 여객철도 주오 본선

### 도로
- 주오 자동차도
- 주부 횡단 자동차도
- 국도 제20호선
- 국도 제52호선

## 인구
| 연도 | 인구   | ±%     |
| ---- | ------ | ------ |
| 1940 | 17,777 | —      |
| 1950 | 24,497 | +37.8% |
| 1960 | 22,951 | −6.3%  |
| 1970 | 27,075 | +18.0% |
| 1980 | 45,337 | +67.4% |
| 1990 | 60,765 | +34.0% |
| 2000 | 71,706 | +18.0% |
| 2010 | 73,816 | +2.9%  |